# Juanma Salazar
Juan Manuel Rojas Salazar, más conocido como Juanma Salazar, es un empresario, comediante y creador de contenido colombiano. Como fundador de la compañía Tree Connections, con base en Florida, Estados Unidos, ha trabajado con más de cien marcas comerciales y canales de televisión. En 2017 ganó el Premio Kids Choice de Nickelodeon como la revelación digital del año, y tres años después obtuvo el Premio Telly Gold.

## Biografía

### Inicios y carrera en las redes
Salazar se graduó como Ingeniero de Telecomunicaciones en la Universidad de San Buenaventura de la ciudad de Bogotá. Mientras cursaba los últimos semestres, empezó a interesarse en la mercadotecnia en medios sociales. Para el año 2015 empezó a crear contenido humorístico a través de las redes sociales, y sus videos empezaron a tener acogida en su país natal. Más adelante se trasladó a Miami, Estados Unidos, donde logró llevar su contenido al formato televisivo.
En 2017 ganó un Premio Kids Choice Colombia en la categoría de revelación digital, en una ceremonia celebrada en el Chamorro City Hall de Bogotá. En 2019 trabajó con la cadena Fox y The National Football League en la creación de piezas publicitarias para el Super Bowl LIII. Vinculado con la cadena EVTV, en 2020 ganó el Premio Telly Gold por su trabajo en el espacio televisivo Bienvenido América. Este reconocimiento en territorio norteamericano lo llevó a ser elegido como jurado en los Premios Emmy.

### Carrera como empresario
Radicado en Miami, Salazar cofundó con su esposa Laura Fernanda Malagón la compañía de consultoría en marketing Tree Connections, con la que ha tenido la oportunidad de trabajar para más de cien marcas comerciales y canales de televisión en Estados Unidos y en América del Sur, en áreas como el posicionamiento digital y las relaciones públicas. En mayo de 2022, la revista Forbes confirmó que la empresa abriría una sucursal en México, con base en la ciudad de Santiago de Querétaro.
En 2020, Salazar publicó a través de Amazon el libro Guía para ser un creador de contenido integral.

## Premios y reconocimientos
| Año  | Evento                      | Categoría y/o obra nominada | Resultado |
| ---- | --------------------------- | --------------------------- | --------- |
| 2017 | Kids Choice Awards Colombia | Revelación digital          | Ganador   |
| 2020 | Telly Awards Gold           | Bienvenido América          | Ganador   |